# Forgó István
Forgó István (Csanytelek, 1923. július 20. – Makó, 2009. július 25.) magyar jogász, politikus, Makó város tanácselnöke.

## Életpályája
Elemi iskoláit szülővárosában végezte el, majd Kecskeméten a Duna-Tiszaközi Mezőgazdasági Kamara Kertmunkásképző iskolájában tanult. Kiváló minősítéssel 1943-ban végzett. Rövid ideig építőmunkás volt Budapesten. 1944-ben bevonult katonának, és a második világháború alatt az orosz fronton harcolt. 1945-ben megsebesült és hadifogságba esett. 1945 őszén tért haza. 1945–1949 között Csanytelek, illetve 1949-ben Tömörkény adóhivatalában dolgozott. Ifjú politikusként még a helyi KALOT vezetője volt. 1947–1948 között az MKP, később az MDP, majd az MSZMP tagja volt. 1949-ben a VIT nemzeti szervezőbizottságának a tagja volt. 1950-ben katonai tanulmányok után századosi rangot kapott. 1950-ben a Csongrádi Járási Tanácsnál végrehajtóbizottsági titkára lett. 1954-ben megszerezte az okleveles mezőgazdász képesítés a Mezőgazdasági Akadémián. 1954. április 16-tól a Makói Járási Tanács végrehajtóbizottsági elnöke volt. 1956 végzett a Tanácsakadémián. 1956-ban a Munkástanács tagja volt. 1960-ban a Szegedi Tudományegyetemen jogi doktori címet kapott cum laude minősítéssel. 1964-ben a Marx Károly Közgazdaságtudományi Egyetem Közgazdász szakán Agrárgazdaságtan és üzemgazdasági tanfolyamot végezte el. 1967. március 29-től a Makói Városi Tanács végrehajtóbizottsági elnöke, azaz tanácselnök volt nyugdíjazásáig. 1968-ban elvégezte a Pártfőiskolát. 1984–1989 között a nyugdíj mellett még dolgozott a Dél-Tisza menti ÁFÉSZ-nál.
1984-ben nyugdíjba vonult, a tanácselnöki székben Sarró Ferenc követte. 1989-ben megalapította a Makói Honismereti Kört. 

### Munkássága
Tanácselnöksége idején megújult Makó főtere, ipartelepek létesültek, csatornázás folyt, kiépült a vezetékes ivóvízhálózat, megteremtették a városi orvosi rendelői hálózatot (SZTK). Felépült a József Attila Városi Könyvtár. Fontos szerepe volt a megyei fenntartású József Attila Múzeum új épületének felépítésében és az Espersit-ház létrejöttében. Az 1970-es árvíz alatt a városi védelemvezetőség elnöke volt. Tagja volt több szervezetnek, így például a Hazafias Népfrontnak, a Tudományos Ismeretterjesztő Társulatnak, a Magyar Jogász Szövetségnek, a Magyar Vöröskeresztnek…

## Családja
Felesége, Török Erzsébet. Két fia született: Forgó Gábor és Forgó Géza.

## Művei
- Tagosítás Makón (1949-1952) (Makó, 1976)
- Makói Honismereti Híradó (1989-2009)
- Makó történeti kronológiája (2001)
- Csanyteleki füzetek (szerkesztő és szerző, 2002)
- Csanytelek történeti kronológiája (2006)

## Díjai
- Makó díszpolgára (1998)
- Csanytelek díszpolgára (2006)